# San Giovanni a Piro
San Giovanni a Piro ist eine italienische Gemeinde mit 3604 Einwohnern (Stand 31. Dezember 2023) in der Provinz Salerno in der Region Kampanien. Sie ist Teil der Comunità Montana Zona del Lambro e del Mingardo. 

## Geografie
Nachbargemeinden sind Camerota, Roccagloriosa, Santa Marina und Torre Orsaia, Ortsteile Bosco und Scario. Seit 1991 ist der Ort Bestandteil des Nationalpark Cilento und Vallo di Diano sowie Mitglied der Costiera Cilentana.  

## Sehenswürdigkeiten
Zwischen dem Santuario di Pietrasanta und dem nahe gelegenen Dorf San Giovanni a Piro liegt der Aussichtspunkt Ciolandrea. Von dort aus sieht man bis zur Vulkaninsel Stromboli. Das Dorf hat drei Kirchen und eine ruhige, wenig befahrene Altstadt. Im Sommer gibt es in der Piazza Giovanni Paolo Attraktionen, beispielsweise jeden Dienstag einen Wochenmarkt.

## Persönlichkeiten
- Maria Marotta (* 1984), Fußballschiedsrichterin